# ددوود (اورگن)
ددوود (به انگلیسی: Deadwood) یک منطقهٔ مسکونی در ایالات متحده آمریکا است که در شهرستان لین، اورگن واقع شده‌است.